# Guigues VII av Viennois
Guigues VII av Viennois, död 1269, var en fransk vasall. Han var regerande Dauphin av Viennois 1237–1269.